# Сомониён (джамоат)
Сомониён (тадж. Сомониён) — сельская община (джамоат), находящийся в Джаббар-Расуловском районе Согдийской областиТаджикистана. Прежнее название джамоата Узбек-кишлак (тадж. Ӯзбекқишлоқ). Административным центром сельского джамоата Сомониён является село Сомониён и расположено на расстоянии 6 км от районного центра посёлка городского типа Мехробода и в 26 км от областного центра города Худжанда.

## Общие сведения
Кишлачный совет Узбек-кишлак был образован решением Верховного Совета Таджикской ССР в 1933 году. Постановлением правительства Республики Таджикистан № 8 от 7 января 2013 года село Узбек-кишлак было переименовано в Сомониён.
Общая численность населения составляет ▲15 721 человек, по национальному составу: таджиков 4112, узбеков 11 175, русских 7 и прочих национальностей 427 человек. В Сомониёне находится исторический памятник — крепость «Хитойреза», 5 специализированных и 5 общеобразовательных школ, мечеть и больница.
Основное занятие населения — сельское хозяйство, в том числе: животноводство, выращивание зерновых культур, хлопка, картофеля, овощей и фруктов.